# 稲敷地方広域市町村圏事務組合
稲敷地方広域市町村圏事務組合（いなしきちほうこういきしちょうそんけんじむくみあい）は、茨城県龍ケ崎市、牛久市、稲敷市、稲敷郡阿見町、河内町、美浦村、北相馬郡利根町の3市3町1村で構成される一部事務組合。
組合名の稲敷とは稲敷市のことではなく、利根町以外の構成市町村が稲敷郡に属していた、あるいは現在も属していることから事務組合の名称となっている。

## 概要
稲敷地方広域市町村圏は茨城県南地域にある地域であり、東京都心から東へ50〜70km のところに位置する。県内ではつくば市や土浦市の影響が強い。人口230,096人、面積479.09km²、人口密度480人/km²。（2025年2月1日、推計人口）。稲敷地方広域市町村圏事務組合では「広域市町村圏計画の策定及び関係市町村の連絡調整」、「消防・救急」、「養護老人ホーム及び老人福祉センターの設置・管理運営」、「水防事業」を市町村の枠を越えて行っている。
組合の概要は以下の通り。なお、稲敷郡阿見町は消防等広域化の方針のもと、2015年（平成27年） 4月1日をもって構成自治体となった。
- 構成市町村：龍ケ崎市、牛久市、稲敷市、稲敷郡河内町、同郡阿見町、同郡美浦村、北相馬郡利根町（2015年（平成27年）4月1日現在）
- 組合事務局：〒301-0837 茨城県龍ケ崎市3571-1
- 職員数：345人（2009年（平成21年）4月1日現在）
- 組合設立：1973年（昭和48年）12月17日

## 消防事業

### 組織
- 消防本部 - 総務課・予防課・警防課・救急救助課・通信指令課

### 沿革
- 1975年4月1日 - 稲敷広域消防本部発足。
- 1995年1月 - 阪神・淡路大震災に応援出場。
- 2004年10月23日 - 新潟県中越地震に緊急消防援助隊を派遣。
- 2010年7月1日 - 龍ケ崎消防署に高度救助隊「スーパーレスキューINASHIKI」設置。
- 2011年3月11日 - 東日本大震災に緊急消防援助隊を派遣。

### 消防署
| 消防署   | 住所                     | 分署・出張所                                                             |
| -------- | ------------------------ | ------------------------------------------------------------------------ |
| 龍ケ崎署 | 龍ケ崎市1759             | 西部出張所：龍ケ崎市馴柴町1区23-2 新河分署：稲敷郡河内町片巻字下片巻1742 |
| 牛久署   | 牛久市栄町4丁目1         | 東部出張所：牛久市久野町798-1                                            |
| いなほ署 | 稲敷市犬塚1570-2         | 桜東分署：稲敷市上須田355-1                                              |
| 阿見署   | 稲敷郡阿見町若栗3337     | なし                                                                     |
| 利根署   | 北相馬郡利根町横須賀1163 | なし                                                                     |

### 主力機械
2020年7月現在
| 機械                           | 台数 |
| 水槽付きポンプ自動車           | 11   |
| 普通消防ポンプ自動車           | 9    |
| 多目的ブーム付消防ポンプ自動車 | 1    |
| 梯子付消防自動車               | 2    |
| 化学消防自動車                 | 2    |
| 救助工作車                     | 3    |
| 指揮車                         | 7    |
| 救急自動車                     | 16   |
| 水槽車                         | 1    |
| 支援車                         | 1    |
| 司令車                         | 4    |
| 連絡車                         | 12   |
| 資材搬送車                     | 3    |
| 広報車                         | 7    |